# Alex McAulay
Alex McAulay (nacido el 20 de enero de 1977) es un director de cine y novelista estadounidense. Escribió y dirigió las películas de suspenso No le digas a nadie y A House on the Bayou .

## Carrera
McAulay es un exmúsico de rock indie que grabó cinco álbumes bajo el seudónimo de Charles Douglas, incluido The Lives of Charles Douglas de 1999, que presenta a Maureen Tucker de The Velvet Underground en la batería, y Statecraft de 2004 con Joey Santiago de The Pixies en las guitarras. McAulay también ha escrito cuatro novelas: Shelter Me, Oblivion Road, Lost Summer y Bad Girls, que fueron publicadas por Pocket Books / Simon & Schuster . También escribió y coprodujo la película Flower, protagonizada por Zoey Deutch, que tuvo su premier en el Festival de Cine de Tribeca en 2017 y fue estrenada en 2018 por The Orchard . Luego, McAulay dirigió, escribió y coprodujo la película de suspenso Don't Tell a Soul, protagonizada por Jack Dylan Grazer, Fionn Whitehead y Rainn Wilson, que fue una selección del Festival de Cine de Tribeca 2020 y tuvo su premier en el Festival de Cine de Deauville en 2020 y fue estrenada por Saban Films y Lionsgate Films en enero de 2021. McAulay también escribió, dirigió y fue coproductor ejecutivo de la película de terror A House on the Bayou, protagonizada por Paul Schneider, Angela Sarafyan, Jacob Lofland y Lia McHugh, que fue estrenada el 19 de noviembre de 2021 por Blumhouse Television y Epix .

## Filmografía

### Como actor
| Año  | Título            | roles        | notas                           |
| ---- | ----------------- | ------------ | ------------------------------- |
| 2012 | D is for Dogfight | Viejo hippie | Segmento de El ABC de la muerte |

## Discografía
Como Charles Douglas
- Minor Wave - 1995
- The Burdens of Genius - 1998The Lives of Charles Douglas - 1999
- Statecraft - 2004
- The Lives of Charles Douglas: Remastered UK Edition - 2010
- Not Your Kind Of Music - (compilation álbum) - 2012
- Statecraft: rExpanded 2 disc uk Reissue - 2017